# Küçükyoncalı, Saray
Küçükyoncalı là một xã thuộc huyện Saray, tỉnh Tekirdağ, Thổ Nhĩ Kỳ. Dân số thời điểm năm 2011 là 1.861 người.